# Peder Olivarius Bugge
Peder (Peter) Olivarius Bugge (født 2. december 1764 i Holt ved Tvedestrand, død 6. december 1849 i Trondhjem) var en norsk biskop og politiker, søn af provst Søren Bugge, far til Søren Bruun og Frederik Moltke Bugge.

## Liv og virke
Han tog 1784 filologisk, 1786 teologisk eksamen, 1787 magistergraden, var 1787-90 sognepræst på Sjælland, blev der efter sin faders efterfølger i Vanse ved Farsund, 1799-1803 sognepræst i Fredericia, 1804-42 biskop i Trondhjem. Bugge fandt ved sin tiltræden til bispeembedet dettes sager i uorden og dets indtægter beskårede, hvilket havde til følge, at han kom i strid med kancelliet i København, der blev skive for den stridslystne og skarptungede prælats bidende kritik og spottegloser. Det endte med, at han 1813 af kongen fik tildelt en "fortjent og alvorlig irettesættelse", mens en påtænkt afsættelse ikke længere lod sig gennemføre, om ikke af anden grund, så fordi de politiske begivenheder i og angående Norge snart skaffede regeringen i København andet at tænke på. I disse begivenheder spillede Bugge en fremtrædende rolle: han havde længe stået i korrespondance med prins Christian Frederik, og fra januar 1814 trådte den stærkt politisk interesserede Bugge i et personlig fortroligere forhold til ham som rådgiver og ivrig forfægter af Norges løsrivelse fra Danmark og sin vens kandidatur til Norges trone. Bugge var for længst en bitter modstander af det danske styre, stærkt påvirket af den fremspirende engelske liberalisme, og brugte med lige så megen energi som held sin indflydelse hos prinsen til at få ham til at godkende folkets suverænitet som grundlag for den konstitutionelle forfatning, hvilken selvstændighedspartiet snart skulle sætte al magt ind på at gennemføre. Et af året 1814's mange grundlovsudkast (optrykt i Yngvar Nielsen: Bidrag til Norges Historie 1814, I) skyldes Bugge, der også, uden at være medlem af rigsforsamlingen, opholdt sig på Eidsvold under dennes samvær der som prinsens gæst og omgangsfælle.

## Sveriges håndlanger
På det første ordentlige storting 1815-16 mødte Bugge som 1. repræsentant for Trondhjem og valgtes til odelstingspræsident og vicepræsident i stortinget foruden, at han var medlem af en række vigtige komiteer. Hos Karl Johan stod Bugge til at begynde med alt andet end i gunst, men der gik ikke ret lang tid, før Bugge havde forsonet sig med monarken og de nye tilstande, og ved kongens kroning i Trondhjem 7. september 1818 holdt Bugge en tale, der noksom viste hvilket overvældende indtryk, Karl Johan’s personlighed havde gjort på ham, men som indbragte den for tvetungethed mistænkte prælat demonstrativt mishag fra hans medborgeres side, idet de samme aften slog hans vinduer ind. Krænket og misfornøjet trak Bugge sig her efter tilbage fra politikken.

## Striden med det norske kirkedepartement
Hans holdning til det norske kirkedepartement blev efterhånden præget af den samme stridbarhed, udløst i uærbødig vid og spot, som havde dikteret hans optræden lige over for det danske kancelli, men hans autoritet var efterhånden blevet svækket, og 1842 blev han lemfældig tvunget til at søge sin afsked.

## Pietist
Bugge, der i sine yngre år tilhørte den rationalistiske retning, blev med årene stærkt påvirket af Herrnhutismen og gav sig mere og mere hen til missionering i pietistisk ånd med bibellæsninger og opbyggelsesmøder.

## En modsætningsfyldt personlighed
Bugge var en sjælden rigt udrustet personlighed, rig også på karaktermodsætninger: med tilsyneladende skånselsløshed i sin dom over dem, der kom ud for hans kritik, var han mild og hjælpsom indtil den højeste selvopofrelse over for dem, der søgte ham af nød eller som sjælesørger. Selv usædvanlig lærd, blandt andet latiner om en hals, var han en varm ven af de klassiske studier og af en grundig teologisk dannelse. 1803-15 var han vicepræses, 1815-20 præses i Videnskabernes Selskab i Trondhjem. En række interessante breve fra Bugge, udgivne af Michael Birkeland i Bidrag til Norges Historie 1814 (1858), kaster lys over ham som Menneske og Politiker.